# Gromada Pawłowo (Powiat Chojnicki)
Gromada Pawłowo war eine Verwaltungseinheit in der Volksrepublik Polen zwischen 1954 und 1959. Verwaltet wurde die Gromada vom Gromadzka Rada Narodowa dessen Sitz sich in Pawłowo befand und der aus 23 Mitgliedern bestand.

Die Gromada Pawłowo gehörte zum Powiat Chojnicki in der Woiwodschaft Bydgoszcz und bestand aus den ehemaligen Gromadas Pawłowo, Granowo und Pawłówko aus der aufgelösten Gmina Chojnice.

Zum 31. Dezember 1959 wurde die Gromada Pawłowo aufgelöst und, mit Ausnahme der Dörfer Granowo und Racławki, in die Gromada Charzykowy aufgenommen. Diese wurden in die Gromada Silno eingegliedert.